# Развиће биљака
Развиће биљака или онтогенеза (гр. ontos = биће, јединка; genesis = постанак) је животни циклус сваке јединке који пролази кроз низ узастопних фаза које се смењују почев од стварања зигота па све до смрти јединке. Према савременим схватањима одвија се по програму који је записан у генима и контролисан је ензимима. На дужину трајања појединих етапа и њихово смењивање утичу фактори спољашње средине. Заједничким деловањем генетског програма и фактора спољашње средине долази до синтезе одговарајућих ензима који контролишу метаболизам чиме доводе до морфолошких промена карактеристичних за одређену етапу развића.
Онтогенеза биљака одвија се кроз два основна стадијума:
- вегетативни
- репродуктивни

## Вегетативни стадијум
Обухвата све промене од образовања зигота па до формирања генеративних органа. 
Етапе у овом стадијуму су:
- развиће ембриона
- клијање семена
- јувенилни период (период младости)
- развиће вегетативних органа биљке: корена, стабла и листова.

## Репродуктивни стадијум
Обухвата развиће цвета, опрашивање и оплођење, развиће плода и семена. Трајање вегетативне и репродуктивне фазе варира у зависности од врсте биљака. Код једногодишњих биљака обе фазе су кратке, док су код вишегодишњих дуже.